# George V (stanice metra v Paříži)
George V je stanice Pařížského metra na lince 1. Nachází se v 8. obvodu v Paříži pod Avenue des Champs-Élysées.

## Historie
Stanice byla uvedena do provozu 13. srpna 1900 jako součást nejstaršího úseku linky metra v Paříži. Samotná trať byla otevřena již v červenci, do té doby vlaky stanicí pouze projížděly.
V rámci modernizace a přechodu na automatizovaný provoz na lince 1 byla nástupiště zvýšena ve dnech 29. října - 2. listopadu 2008.

## Název
Původní název stanice zněl Alma podle bitvy na řece Almě v roce 1854 během Krymské války. 27. května 1920 byla pojmenována po nedaleké Avenue George V nesoucí jméno anglického krále Jiřího V.

## Vstupy
Stanice má dva vchody na Avenue des Champs-Elysées u domů č. 101 a 118.

## Zajímavosti v okolí
- Avenue des Champs-Élysées